# 胡宗禧
胡宗禧，北平北平府霸州人，明朝政治人物、進士出身。
洪武四年，會試九十三名，登進士三甲，授南安府南康縣縣丞。